# John Oster
John Oster (ur. 8 grudnia 1978 w Bostonie) – walijski piłkarz grający na pozycji skrzydłowego. Piłkarz klubu Gateshead oraz były reprezentant Walii, w której rozegrał 13 spotkań nie strzelając bramki.